# Axiothella antarctica
Axiothella antarctica är en ringmaskart som beskrevs av Monro 1930. Axiothella antarctica ingår i släktet Axiothella och familjen Maldanidae. Inga underarter finns listade i Catalogue of Life.